# Pustolovine Huckleberryja Finna
Pustolovine Huckleberryja Finna (engleski: Adventures of Huckleberry Finn) satirični je roman američkog književnika Marka Twaina, prvi puta u SAD-u izdan u veljači 1885. godine. Ovaj se roman danas smatra jednim od Velikih američkih romana, a ujedno je i jedno od prvih značajnih američkih djela pisano lokalnim govorom i koje odiše iznimnim regionalizmom. Glavni je lik, a ujedno i pripovjedač, Huckleberry Finn, najbolji prijatelj Toma Sawyera, koji se pojavljuje u još dva Twainova romana (Tom Sawyer na putu i Tom Sawyer, detektiv). 
Knjiga je značajna zbog svojih živih i detaljnih opisa mjesta i ljudi u okolici rijeke Mississippi. Satirizirajući južnjačko društvo tijekom predraća, koje je u vrijeme izdavanja romana već bilo nestalo, Twain u Pustolovinama Huckleberryja Finna često s prijezirom gleda na neke tadašnje stavove, posebno na rasizam. Dio u kojem se opisuje bijeg Huckleberryja Finna i Jima, odbjeglog roba, na splavu preko rijeke Mississippi danas se smatra jednom od najznačajnih scena bijega u slobodu u cijeloj američkoj književnosti. 
Djelo je bilo popularno od samog izdavanja i često se smatra nastavkom Pustolovina Toma Sawyera. Ujedno je i česta tema istraživanja mnogih književnih kritičara. No, unatoč tome djelo je izazvalo mnoge kontroverze zbog svog jezika, a u 20. stoljeću je često spominjano zbog raznoraznih rasističkih stereotipa sadržanih u njemu.

## Vanjske poveznice
- Izvorni engleski tekst na Project Gutenberg (engl.)

- Izvorni engleski tekst na Public Literature (eng.)

### Ostali projekti
|  | Zajednički poslužitelj ima još gradiva o temi Pustolovine Huckleberryja Finna |